# Jamajka na Letnich Igrzyskach Olimpijskich 2008
Jamajkę na XXIX Letnich Igrzyskach Olimpijskich w Pekinie reprezentowało 56 sportowców, w tym 37 lekkoatletów i lekkoatletek.

## Zdobyte medale

### Złote
- Shelly-Ann Fraser - lekkoatletyka - bieg na 100 m kobiet
- Veronica Campbell-Brown - lekkoatletyka - bieg na 200 m kobiet
- Usain Bolt - lekkoatletyka - bieg na 100 m mężczyzn
- Usain Bolt - lekkoatletyka - bieg na 200 m mężczyzn
- Melaine Walker - lekkoatletyka - bieg na 400 m przez płotki kobiet
- Nesta Carter, Michael Frater, Usain Bolt, Asafa Powell - lekkoatletyka - bieg 4x100 m mężczyzn

### Srebrne
- Sherone Simpson - lekkoatletyka - bieg na 100 m kobiet
- Kerron Stewart - lekkoatletyka - bieg na 100 m kobiet
- Shericka Williams - lekkoatletyka - bieg na 400 m kobiet

### Brązowe
- Kerron Stewart - lekkoatletyka - bieg na 200 m kobiet
- Anastasia Leroy, Shereefa Lloyd, Bobby-Gaye Wilkins, Novlene Williams, Shericka Williams - 4x100 m kobiet

## Reprezentanci

### jeździectwo
- WKKW: Samantha Albert

### kolarstwo torowe
- keirin: Ricardo Lynch

### lekkoatletyka
- mężczyźni 100m: Usain Bolt , Michael Frater, Asafa Powell
- kobiety 100m: Kerron Stewart , Shelly-Ann Fraser , Sherone Simpson
- mężczyźni 200m: Marvin Anderson, Christopher Williams, Usain Bolt
- kobiety 200m: Veronica Campbell-Brown , Kerron Stewart , Sherone Simpson
- kobiety 100m bieg przez płotki: Brigitte Foster-Hylton, Delloreen Ennis-London, Vonette Dixon
- mężczyźni 110m bieg przez płotki:: Richard Phillips, Decosmo Wright, Maurice Wignall
- mężczyźni 400m: Michael Blackwood, Ricardo Chambers, Sanjay Ayre
- kobiety 400m: Rosemarie Whyte, Novlene Williams, Shericka Williams
- mężczyźni 400m bieg przez płotki:: Isa Phillips, Danny McFarlane, Markino Buckley
- kobiety 400m bieg przez płotki:: Melaine Walker , Nickiesha Wilson, Shevon Stoddart
- mężczyźni 800m: Aldwyn Sappleton
- kobiety 800m: Kenia Sinclair
- kobiety 3000m skok koniem przez płotki: Korene Hinds, Mardrea Hyman
- kobiety trójskok: Trecia Smith
- mężczyźni dziesięciobój: Maurice Smith
- kobiety rzut oszczepem: Olivia McKoy